# Ludwig Teichmann
Ludwig Teichmann (* 14. Mai 1909 in Uelzen; † 24. Januar 1947 in Belgrad) war ein deutscher SS-Obersturmbannführer. Er war von Juli 1941 bis Juli 1944 Abteilungsleiter im Stab des Befehlshabers der Sicherheitspolizei (BdS), von April 1942 an agierte er als dessen Stellvertreter und war auch in der von diesem geleiteten SS-Einsatzgruppe für Serbien aktiv. Im Herbst 1944 gehörte er der SS-Einsatzgruppe H für die Slowakei an. Nach dem Krieg wurde er wegen Kriegsverbrechen vom jugoslawischen Militärgerichtshof in Belgrad zum Tode verurteilt und hingerichtet.

## Leben
Der Sohn eines Studienrates legte 1927 auf dem Realgymnasium Uelzen die Reifeprüfung ab. Anschließend studierte Teichmann Rechtswissenschaften an den Universitäten München, Berlin und Göttingen. Ohne Abschluss brach Teichmann 1930 sein Jura-Studium ab und war als Landarbeiter tätig. Schon im Juni 1929 war er der SS (SS-Nr. 1.789) und der NSDAP (Mitgliedsnummer 134.523) beigetreten.
In der SS machte Teichmann schnell Karriere. Ab Mai 1935 leitete er eine Hauptabteilung im Stab des Rasse- und Siedlungshauptamtes. Im September 1936 wurde er zum SS-Obersturmbannführer befördert und wechselte im Juni 1938 zum SD-Hauptamt. Später wurde er zum SD-Abschnitt Frankfurt (Oder) versetzt.

### Im Zweiten Weltkrieg
Im Zweiten Weltkrieg wurde Teichmann zunächst zur „Einsatzgruppe Serbien“ abkommandiert bzw. zum dafür zuständigen Befehlshaber der Sicherheitspolizei (BdS) Belgrad. In Belgrad leitete er von Juli 1941 bis Juli 1944 die Abteilung III im Stab des BdS Belgrad und fungierte ab April 1942 zudem als dessen Stellvertreter. In dem Lager Sajmište, für das der BdS SS-Oberführer Emanuel Schäfer zuständig war, wurden im Frühjahr 1942 Tausende Jüdische Menschen ermordet. Teichmann gab nach dem Krieg am 17. September 1945 als ehemaliges Mitglied vom Stab des BdS in Haft befragt, zu Protokoll, dass er die Zahl der dort vergasten Menschen auf 7000 schätze.
Im Juni 1944  wurde er als  Kommandeur der Sicherheitspolizei und des SD (KdS) für Flandern nach Brüssel abgeordnet. Zur SS-Einsatzgruppe H, deren Chef SS-Standartenführer Josef Witiska war, kam Teichmann im September 1944, und zwar als Führer des z.b.V.-Kommandos 27 in der Ostslowakei. Vorrangige Aufgabe der Einsatzgruppe H war es die nach den ersten Deportationen noch ungefähr 25.000 verbliebenen Juden festzunehmen und die „Endlösung der Judenfrage“ in der Slowakei abzuschließen. Teichmann hatte die Führung des z.b.V.- Kommandos 27 (z.b.V. heißt „zur besonderen Verwendung“) nur bis zum 22. Oktober inne, weil ein SS-internes Strafverfahren gegen ihn lief. Er wurde des militärischen Ungehorsams, der Dienstpflichtverletzung und Wehrmittelbeschädigung angeklagt. Beim Rückzug aus Brüssel habe er ohne Not Waffen vernichten lassen und seinem Untergebenen SS-Hauptsturmführer Hoffmann untersagt, die Befehle des Höheren SS- und Polizeiführer West und des Inspekteurs der Sicherheitspolizei und des SD Düsseldorf auszuführen. Zum Ausgang des Verfahrens und dem Verbleib Teichmanns nach dem Oktober 1944 ist nichts bekannt.

### Nach dem Krieg
Teichmann wurde von den Briten gefangen genommen und in Esterwegen interniert. Anschließend wurde er nach Jugoslawien ausgeliefert. Während seiner Haft machte Teichmann, der als damaliges Mitglied im Stab des BdS Belgrad verhört wurde, am 17. September 1945 die Aussage, er schätze die im Zahl der im Frühjahr 1942 im KZ Sajmište vergasten Juden auf 7000. Diese Aussage wurde für den Eichmann-Prozess als Dokument 1437 aufgenommen.
Nach seiner Gefangennahme wurde vor dem jugoslawischen Militärgerichtshof in Belgrad am 9. Dezember 1946 das Verfahren gegen Teichmann und 20 weitere Angeklagte wegen Kriegsverbrechen eröffnet. Mit Entscheidung des Gerichts vom 22. Dezember 1946 wurde er zum Tode verurteilt und am 24. Januar 1947 in Belgrad gehängt.